# جنی دنیلسون
جنی دنیلسون (انگلیسی: Jenny Danielsson؛ زادهٔ ۳۰ اوت ۱۹۹۴) بازیکن فوتبال اهل فنلاند است.
وی همچنین در تیم‌های ملی فوتبال Finland women's national under-20 football team و زنان فنلاند بازی کرده‌است.